# 원정 다득점 원칙
원정 다득점 원칙(遠征 多得点 原則, 영어: away goals rule)은 축구에서 두 팀이 홈 앤 어웨이로 번갈아 경기를 하여 두 경기의 점수 합계로 승자를 가릴 때 흔히 이용되는 규칙이다. 이 방식에 의하면, 두 경기의 점수를 합산한 결과가 동률일 경우 원정 경기에서 보다 많은 득점을 한 팀이 승자가 된다.

## 방식과 운용
원정 다득점은 주로 홈 앤드 어웨이 경기에서 점수를 합계내어 승부를 가릴 때 사용된다. 많은 대회들에서 홈 앤드 어웨이 경기에서 승부가 나지 않을 경우 원정 다득점을 우선으로 고려하고, 이 때에도 승부가 나지 않을 경우에는 연장전 또는 승부차기를 한다.
원정 다득점의 방식은 3가지가 있을 수 있으며 그 적용은 대회마다 다르다.
1. 정규 시간에만 적용 : 1, 2차전 정규 시간(90분) 종료 후에도 승점과 골득실이 같다면 원정 다득점 규칙을 적용하고 그래도 판가름낼 수 없다면 연장전을 치른다. 하지만 연장전에는 원정다득점 규칙을 적용하지 아니한다.
2. 연장전을 치른 경우에만 적용 : 1, 2차전 정규 시간 종료 후 승점과 골득실이 같다면 원정 골의 다득점과는 무관하게 연장전을 실시한다. 연장전 종료 후에도 승부를 내지 못하면 그때 가서야 원정다득점 규칙을 적용한다.
3. 정규 시간 및 연장전에 모두 적용 : 1, 2차전 정규 시간 종료 후 승점과 골득실이 같은 경우 원정 다득점으로 승자를 가린다. 승자를 가리지 못한 경우에 연장전이 진행되고 연장 종료 후에도 승부를 가리지 못하면 원정 다득점으로 승부를 가린다. 예를 들어, 연장전에서 홈팀이 1골을 실점한다면 2골 이상을 넣어야 이길 수 있는 셈이다. 이 점은 홈 앤드 어웨이 경기에서 2차전을 홈에서 치르는 팀이 약간 유리한 점을 보완한다고 볼 수 있다. 하지만 홈 팀 입장에서는 연장전 실점의 부담감이 매우 크기 때문에 연장전에서 더욱더 수비적인 경기를 치르게끔 한다.

AFC 챔피언스리그와 CONCACAF 챔피언스리그에서는 1번 방식을 채택하고 있다. 1, 2차전의 정규 시간 후 양 팀의 승점과 득실점이 같다면 원정 다득점 규칙으로 승자를 가리고, 이 규칙으로 가릴 수 없다면 연장전을 시행한다. UEFA와는 달리 연장전에서는 원정 다득점 규칙을 적용하지 않는다.
잉글랜드 리그 컵(현재 카라바오 컵)의 경우에는 원정 다득점 규칙은 2번 방식으로 연장 이후만 적용되고 그 이전에는 적용되지 않는다. (예를 들어, 잉글랜드 리그 컵 1,2차전 합계 결과 A와 B팀이 승점 및 골득실이 같은 경우, A팀이 원정 다득점에서 앞섰다고 하더라도 연장전이 진행된다. 연장전에서도 승부를 가리지 못하면 원정다득점 규칙이 적용된다)
현재 UEFA는 3번 방식을 채택하여 1, 2차전과 연장 전후반 모두에 원정 다득점 규칙을 적용하고 있다. 1, 2차전의 정규 시간 후 동률시 원정 다득점 규칙으로 승자를 가리고, 가릴 수 없다면 연장전을 시행한다. 연장전에서는 원정다득점 규칙을 적용하므로 연장전에서 서로 같은 수의 골을 주고 받은 경우 원정팀이 승리한다.
(21-22시즌부터 UEFA주관 대회는 원정다득점 폐지.)

## 규칙에 대한 오해
이 규칙을 '점수 합계가 동률일 경우에 한해 원정 골은 두 골로 취급한다'라고 표현하는 경우도 있다. (사실 '2'라는 숫자에는 별 의미가 없다. 원정 득점에 1보다 큰 가중치만 부여하면 되므로 원정 골을 1.1점으로 취급하든 100점으로 계산하든 마찬가지이다.)
그런데 때로는 이 '두 골'이라는 표현이 오해를 빚기도 한다. 간혹 '무조건 원정 골을 두 골로 쳐서 따진 점수 합계로 승부를 가린다'라는 식으로 잘못 이해하는 경우가 있기 때문이다. 예를 들어 A 팀이 B 팀을 자신의 홈에서 4:2 로 이긴 다음, B 팀이 A 팀을 자신의 홈에서 1:0으로 이겼다고 가정해 보자. 후자의 (잘못된) 계산 방식대로라면 B 팀의 원정 득점을 두 배로 계산하여 A:B = 4:5 로 B 팀의 승리인 것처럼 보인다. 하지만 올바른 규칙을 따르면 원정 득점을 고려하기도 전에 이미 점수 합계에서 A:B = 4:3으로 A 팀이 우세하므로 A 팀의 승리가 된다.

## 경기에 미치는 영향
원정 다득점 규칙은 원래 원정 팀으로 하여금 공격적인 경기를 하도록 유도하기 위한 것이었다. 하지만 홈에서 골을 먹으면 불리해진다는 생각에 오히려 홈 팀이 수비를 강화하는 부작용을 낳는 측면도 있다. 이처럼 규칙이 의도한 효과를 낳고 있는지에 대해 논란의 여지가 있다.
팽팽한 실력의 두 팀이 맞붙는 시합에서 1차전이 매우 조심스러운 경기로 흘러가는 경우도 종종 볼 수 있다. 원정 팀은 불리한 원정 경기인 만큼 수비에 치중하면서 역습으로 귀중한 원정 득점을 노리고, 홈 팀은 상대에게 원정 골을 내주는 치명타를 입지 않기 위해 모험적인 공격을 다소 꺼리게 되는 것이다. 1차전이 골이 적게 나는 경기로 마무리 된다면, 양 팀 모두 승리할 가능성을 남겨둔 채 물러설 곳 없는 승부를 벌이는 2차전에서 훨씬 적극적이고 박진감 넘치는 경기가 연출되기도 한다.
1차전을 홈에서 치르는 팀이 더 유리한가 또는 불리한가 등의 논란은 이전부터 이어져 왔다. 원정 다득점 규칙은 이 논란을 더욱 복잡하게 만드는 새로운 요소로 작용한다. 물론 어느쪽으로든 쉽게 결론을 내리기 어려운 문제이다.

## 적용 사례와 사건
원정 다득점 규칙과 관련하여 큰 해프닝이 1971-72 UEFA 컵 위너스컵 레인저스 FC와 스포르팅 CP와의 경기에서 있었다.
- 1차전 : 레인저스 3 - 2 스포르팅
- 2차전 (정규 시간) : 스포르팅 3 - 레인저스 2
- 2차전 (연장전 포함) : 스포르팅 4 - 레인저스 3 (연장전에서 양 팀이 한 골씩 넣음)

2차전 연장전에서는 양 팀이 한 골씩 주고받았고 심판은 1, 2차전 종합 6대6이 되었다고 판단하고 승부차기로 진출자를 가르게 하였다. 스포르팅 CP가 승부차기에서 3:0으로 승리하여 레인저스는 탈락하는 듯 싶었다. 그러나, 레인저스는 1, 2차전 및 연장전 총합 원정골에서 3:2로 자신들이 앞서므로 자신들이 다음 라운드로 진출해야 한다고 주장했다. 레인저스의 주장은 받아들여졌고 결국 이 시즌 UEFA 컵 위너스컵에서 우승했다.
한편, 홈 경기장을 공유하는 두 팀 간의 대결에서 원정 다득점 규칙이 적용된 사례도 있다. 2002-03 UEFA 챔피언스리그 준결승에서 산 시로를 홈 구장으로 하는 두 팀인 AC 밀란과 인테르나치오날레가 맞붙었다.
- 1차전: AC 밀란 0 - 0 인테르나치오날레
- 2차전: 인테르나치오날레 1 - 1 AC 밀란

양 팀은 두 경기 모두 승부를 가리지 못했고 점수 합계도 1:1 이었지만, AC 밀란이 '원정 경기'로 지정된 2차전에서 얻은 득점 덕분에 결승에 진출했다. 이러한 경우는 홈/어웨이 구분이 무의미한 것처럼 보일 수도 있지만, 입장권 판매 규정상 '홈 경기'로 지정된 팀(1차전은 AC 밀란, 2차전은 인테르나치오날레)의 팬들이 관중석의 다수를 점한 채 경기가 치러지기 때문에 홈/어웨이의 의미가 전혀 없는 것은 아니다.